# پزشکی ریه
پزشکی ریه یا پولمونولوژی، (به انگلیسی: Pulmonology) یک تخصص پزشکی است که با بیماری‌های درگیرکننده مجاری تنفسی سروکار دارد.